# Sonámbulo Psicotropical
Sonámbulo Psicotropical es una banda de Costa Rica considerada actualmente como una de las más importantes de la escena musical costarricense, fusionan distintos ritmos afro, latinos y americanos en lo que ellos han denominado género Psicotropical. 

## Historia
Sonámbulo es una agrupación "psicotropical", de música original, que nace en el año 2006 fusionando ritmos afro, latino americanos tradicionales y modernos con un sonido contemporáneo, predominando entre ellos los ritmos bailables y de descarga. Sus integrantes provienen de Costa Rica, Colombia y El Salvador, dando lugar a una mezcla cultural que enriquece el sonido de su música.
La discografía de Sonámbulo Psicotropical incluye "A Puro Peluche", el primer disco de larga duración en el año 2009 y por su trabajo la agrupación fue premiada por la Asociación Costarricense de Autores Musicales (ACAM) como Mejor Artista Tropical del año. En el año 2014, lanza el álbum "Psicosonorama", que también fue galardonado por la misma asociación como Mejor Artista Fusión Latina.
En el año 2018, se lanza en julio su tercera producción “Domitila y su Jardín”, un cuento, en formato EP, el cual representa el primer volumen de una serie que la agrupación prepara.
Sonámbulo ha participado en todos los grandes festivales de Costa Rica como el Transitarte,Festival Internacional de las Artes, Festival Imperial, Fiestas de Palmares, Festival Sw!ch, Envision Festival, Jungle Jam, Caricaco, BioFestival y festivales universitarios.
Festivales Internacionales: Circulart - Colombia 2014, FIM PRO - Guadalajara, México 2014, Empire Music Festival - Guatemala 2014,  Austin City Limits - USA 2012, Festival de Calaveras - (cat.) Aguascalientes y Festival Ometéotl - México 2012, Pole Pole y Antilliaanse Feesten en Bélgica 2011, así como en icónicos escenarios como el Zócalo en la capital Mexicana 2012.
En el 2019, son seleccionados por Ibermúsicas para el Programa de Fomento de Ibermúsicas 2018-2019 para la gira "Mexico Psicotropical" y una presentación en el Festival SXSW en Austin, Texas.

## Integrantes
La banda está conformada actualmente por David Cuenca: Voz principal, guitarra eléctrica y Tres Cubano, Costa Rica
, Juan Cuellar: Batería, El Salvador.
, Tito Fuentes: Bajo eléctrico, Costa Rica.
, Mario Vega: Trompeta y coros, Costa Rica.
, Alexis Leal: Voz y percusión menor y coros, Colombia.
, Mauricio Ariza: Timbales y coros, Costa Rica.
, Rafael Vargas, Congas y coros Costa Rica, Esteban Pardo: Saxofón alto, Costa Rica.
.
Otros integrantes que han salido la agrupación por diversas situaciones incluyen: Daniel Cuenca, Miguel Vega y Roberto Román.

## Discografía
2009 -   "A Puro Peluche", Premiado por la  Asociación Costarricense de Autores Musicales (ACAM) como Mejor Artista Tropical del año. 
2014 -    "Psicosonorama", Premiado por la  Asociación Costarricense de Autores Musicales (ACAM) como Mejor Artista Fusión Latina.
2018 -    “Domitila y su Jardín”, un cuento, en formato EP, el cual representa el primer volumen de una serie que la agrupación prepara.

## Videos
La agrupación cuenta con 5 videos oficiales:
2011 - "Jabalí Montuno" -  Dirección y Cámara: Pablo Cambronero y Carlos Hurtado. Edición: Carlos Hurtado
2014 - "La Maraca" - Dirección: Miguel Gómez.  Dirección de fotografía: Pablo Cambronero. Cámara asistente: Carlos Hurtado, Danilo Reuben, Diego Cervante. Edición: Miguel Gómez y Roberto Román.  Dirección de arte: Ariza Urrutia.  Producción: Carol Campos, Dennis Gómez y Roberto Román.  Una historia original de Sonámbulo Psicotropical
2017 - "La Cumbia del Caldero" - Dirección: Roberto Roman Vila. Concepto: David Cuenca. Asesoría en comunidad Ngäbe: Dr. Pablo Ortiz. Dirección de fotografía: Marlon Villar. Asistente de cámara: Federico Lang. Técnicos: Roberto Valerio,  Ricardo Chang. Dirección de arte: Mauricio Ariza Urrutia. Supervisión de Posproducción: Postdata. Animación, posproducción y VFX: Stanley Araya. Animación: Ayo Morales. Producción y edición: Roberto Roman Vila. Producción de campo: Pamela Campos. Asistente de producción: Ariadna Sanches, Gabriela Calderón, Henry Solís Valverde,  José Delgado Leiva. Guion: David Cuenca, Daniel Cuenca, Esteban Pardo, Alexis Leal Prieto, Roberto Roman Vila, Ariza Urrutia. Audio: La Cumbia del Caldero, Sonámbulo Psicotropical, grabado en Conquista Records. Imágenes grabadas en La comunidad Ngäbe de San Miguel, Sabalito de Coto Brus, Costa Rica.
2018 - "Afrujo" - Dirección y animación: Jonny Thomas. Producción: Antonio Rodríguez y Laverne Otárola. Actuación: Patricia Aguabella. Director de fotografía: Daniel Aguilar Liriano. Cámaras: Sebastián Corallo, Luciano Corallo, Julián Garita Campos y Jonny Thomas. Operador de maquinaria: Steven Arana. Ilustraciones: Jonny Thomas con selecciones del dominio público de Ernst Haeckel. Tomas adicionales: Joel Gerlach, Hindesite, Beachfront B-Roll. Audio: Grabado en: Conquista Records (2018).

Sesiones en Vivo: 
2014 - "Hermanos Smith"
2014 - "1807, Amor de Cafetal"
2014 - "Manifiesto"
2018 - "MashUpJam con “Cosa Nueva” + “Get on up” (James Brown) & “The good, the bad and the ugly” (Ennio Morricone)"